# Roodkopvuurkever
De roodkopvuurkever (Pyrochroa serraticornis) is een kever uit de familie van de vuurkevers (Pyrochroidae).

## Algemeen
De roodkopvuurkever is een soort die algemeen voorkomt in Nederland en België en iets zeldzamer is dan de zwartkopvuurkever (Pyrochroa coccinea). De kop en het schild van de roodkopvuurkever is geheel rood en de buik, poten en antennen zijn volledig zwart. De lichaamslengte is 10 tot 14 millimeter.